# Robert Wright
Robert Wright (nacido en 1957) es un periodista y académico estadounidense además de un galardonado autor de “best sellers” sobre ciencia, psicología evolucionista, historia, religión y  teoría de juegos. Su trabajo incluye los libros The Evolution of God, Nonzero: The Logic of Human Destiny, The Moral Animal y Three Scientists and Their Gods: Looking for Meaning in an Age of Information. Es cofundador y editor en jefe de Bloggingheads.tv, un miembro sénior de la New America Foundation, un think tank que ha sido descrito como un centrista radical en orientación política. Adicionalmente, imparte un seminario a estudiantes de licenciatura en la universidad de Princeton sobre las conexiones entre la ciencia moderna cognitiva y el Budismo como complemento al curso en línea sobre el mismo tema.

## Vida y educación
Wright nació en Lawton, Oklahoma en una familia perteneciente a la Convención Bautista del Sur y criado en San Francisco (entre otros lugares). Él se describe a sí mismo como un  "Army brat", ─ elemento de la subcultura estadounidense que se refiere a un niño del cual alguno de sus padres servía de tiempo completo en el ejército─, asistió a la Texas Christian University durante un año a finales de la década de los 70´s antes de realizar su transferencia a la universidad de Princeton para estudiar sociobiología, la cual fue un precursor de la psicología evolucionista. El estilo de sus profesores en la universidad, entre ellos, el autor John McPhee, influenciaron en su primer libro; Three Scientists and Their Gods: Looking for Meaning in an Age of Information.
En los primeros años de la década del 2000 Wright comenzó a impartir, en la universidad de Princeton y Pensilvania, un seminario para graduados llamado "Religión y naturaleza humana"(Religion and Human Nature) y un curso de licenciatura con el nombre de “La evolución de la religión”. En Princeton, él fue un Laurence S. Rockefeller Visiting Fellow y comenzó a enseñar conjuntamente otro seminario con Peter Singer sobre las bases biológicas de la intuición moral.
Wright vive en Princeton, Nueva Jersey con su esposa Lisa y sus dos hijas. Ellos tienen dos perros llamados Frazier y Milo, que aparecen en algunos episodios de Bloggingheads.tv.

## Carrera periodística
Wright fungió como editor sénior en The Sciences y The New Republic, y como editor en The Wilson Quarterly, ha sido editor colaborador en The New Republic (donde también fue coautor de la columna “TRB”), Time,  y Slate,  además de haber escrito para The Atlantic Monthly, The New Yorker, y The New York Times Magazine. Él contribuye frecuentemente en The New York Times, incluyendo un periodo en que ocupó el puesto de columnista invitado en el mes de abril de 2007, y como colaborador en 2010 en The Opinionator,, una página web de opinión.
A finales de noviembre de 2011, The Atlantic anunció que Wright había sido nombrado editor sénior para empezar el 1 de enero de 2012.

## Meaningoflife.tv
En 2002, Wright se aventuró en el mundo de los videos en internet con su sitio  MeaningofLife.tv Archivado el 5 de marzo de 2002 en Wayback Machine., desarrollado por Greg Dingle,   en el cual él entrevista a académicos, teólogos, científicos y pensadores cósmicos sobre sus ideas y opiniones correspondientes a religión y espiritualidad, entre los cuales se encuentran:  Karen Armstrong, Daniel Dennett, Freeman Dyson, y Steven Pinker entre otros. Meaningoflife es patrocinado por la revista Slate y fue posible gracias al financiamiento de lafundación Templeton.

## Bloggingheads.tv

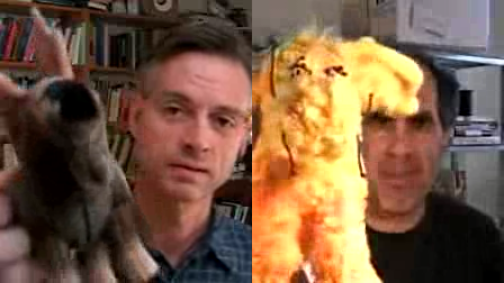
Wright and Mickey Kaus comparing stuffed moose visual aids on Bloggingheads.tv.

El primero de noviembre de 2005, Robert Wright, el bloguero Mickey Kaus, y Greg Dingle lanzaron Bloggingheads.tv,  un diavlog de eventos actuales. Los diavlogs de Bloggingheads son conducidos vía webcam y se pueden ver en línea o descargarse en formato WMV o MP4 de video o en formato MP3 de audio.. Nuevos diavlogs se publican aproximadamente de 5 a 10 veces por semana. Mientras en muchos diavlogs aparecen Wright y Kaus también hay otros participantes regulares en Bloggingheads.tv entre los cuales se encuentran: Rosa Brooks, Conn Carroll, Jonathan Chait, Joshua Cohen, David Corn, Timothy Noah, Ross Douthat, Daniel Drezner, Garance Franke-Ruta, John Horgan, Heather Hurlburt, George Johnson, Mark Kleiman, Ezra Klein, Jeffrey Lewis, Glenn Loury, Megan McArdle, John McWhorter, James Pinkerton, Jacqueline Shire, Mark Schmitt, Will Wilkinson y Matthew Yglesias. Ellos representan puntos de vista diversos en materia política.
Wright ha usado Bloggingheads.tv para conducir entrevistas con el científico político Francis Fukuyama sobre su libro America at the Crossroads; el periodista israelí Gershom Gorenberg sobre su libro The Accidental Empire (sobre la historia de los asentamientos); el experto en armas Jeffrey Lewis; el columnista del Washington Post Joel Achenbach sobre un artículo de su autoría sobre escépticos del calentamiento global; y con Andrew Sullivan sobre su libro The Conservative Soul.

## Religión
Wright ha escrito extensivamente sobre el tema de religión, predominantemente en su último libro The Evolution of God. En 2009 cuando Bill Moyers le pregunto si dios es un producto de la imaginación humana, él respondió: "Yo diría que sí. Ahora, no pienso que excluya la posibilidad de que al evolucionar las ideas sobre dios, las personas se han acercado a algo que podría ser la verdad sobre el máximo propósito y significado… Desde muy temprano en la existencia del hombre, aparentemente las personas comenzaron a imaginar fuentes de causalidad. Imaginando cosas allá fuera que hacen que todo suceda. Y aun antes había chamanes que tenían experiencias místicas que aun hoy en día un  monje budista diría que eran formas válidas de aprehensión de lo divino. Pero por lo general pienso que las personas estaban creando historias que les ayudarían a controlar el mundo."
Wright se describió a sí mismo como agnóstico cuando apareció en The Colbert Report,  y se opone al creacionismo, incluyendo al llamado diseño inteligente. Él tiene una estricta concepción materialista de la  selección natural; sin embargo, no niega la posibilidad de que un propósito más grande se esté develando, que la selección natural puede ser producto del diseño, en el contexto de la teleología. También describe lo que él llama los “cambiantes estados de ánimo de dios” ("changing moods of God"), argumentando que la religión es adaptable y basada en las circunstancias políticas, económicas y sociales de la cultura, más que estricta interpretación bíblica.
Wright también ha sido crítico hacia el Nuevo Ateísmo y se describe más cómo un humanista secular. Él hace la distinción entre la religión siendo "mala" o "buena" y es indeciso a aceptar que sus efectos negativos son significantemente mayores que los positivos.  Por otra parte ve a los nuevos ateos intentando activamente convertir a las personas de la misma manera que muchas religiones lo hacen. Wright ve como contraproducente el pensar que la religión es la causa de los problemas de hoy en día.

## Libros
- 1989 Three Scientists and Their Gods: Looking for Meaning in an Age of Information. ISBN 0-06-097257-2
- 1994 The Moral Animal: Why We Are the Way We Are: The New Science of Evolutionary Psychology. ISBN 0-679-76399-6
- 2001 Nonzero: The Logic of Human Destiny. ISBN 0-679-75894-1
- 2009 The Evolution of God. Little, Brown and Company. ISBN 0-316-73491-8[28]
- 2017 Why Buddhism is True. Simon & Schuster. ISBN 978-1-4391-9545-1
- 2017 Por qué el budismo es verdad (Edición en castellano de Why Buddhism is True). Gaia Ediciones. ISBN 978-84-8445-740-4

## Premios
The Evolution of God  fue uno de los tres finalistas para el Pulitzer Prize for General Non-Fiction en 2010. The New York Times Book Review escogió The Moral Animal como uno de los mejores 10 libros de 1994;  ha sido un best seller nacional de Estados Unidos y ha sido publicado en 12 idiomas. Nonzero: The Logic of Human Destiny fue un"Libro notable"  en el 2000 escogido una vez más por The New York Times Book Review y ha sido publicado en 9 idiomas. La revista Fortune incluyó Nonzero en la lista de "los 75 libros de negocios más brillantes de todos los tiempos" (the 75 smartest [business-related] books of all time.) El primer libro de Wright, Three Scientists and Their Gods: Looking for Meaning in an Age of Information, fue publicado en 1988 y nominado para el premio National Book Critics Circle.  La columna de Wright "The Information Age," escrita para la revista The Sciences, ganó el premio nacional de revistas (National Magazine Award)cpara las categorías de ensayo y criticismo.